# NXT Championship
El NXT Championship (Campeonato de NXT, en español) es un campeonato de lucha libre profesional creado y utilizado por la promoción estadounidense WWE, donde es defendido como el título más importante de la marca NXT. El campeón actual es Oba Femi, quien se encuentra en su primer reinado.
Introducido el 1 de julio de 2012, fue el primer título de NXT, que al momento de la creación del campeonato era un territorio de desarrollo para la WWE, antes de convertirse en la tercera marca principal de la WWE en septiembre de 2019 cuando NXT se trasladó a USA Network. Durante el reinado de Drew McIntyre fue reconocido como Campeonato Mundial.

## Historia

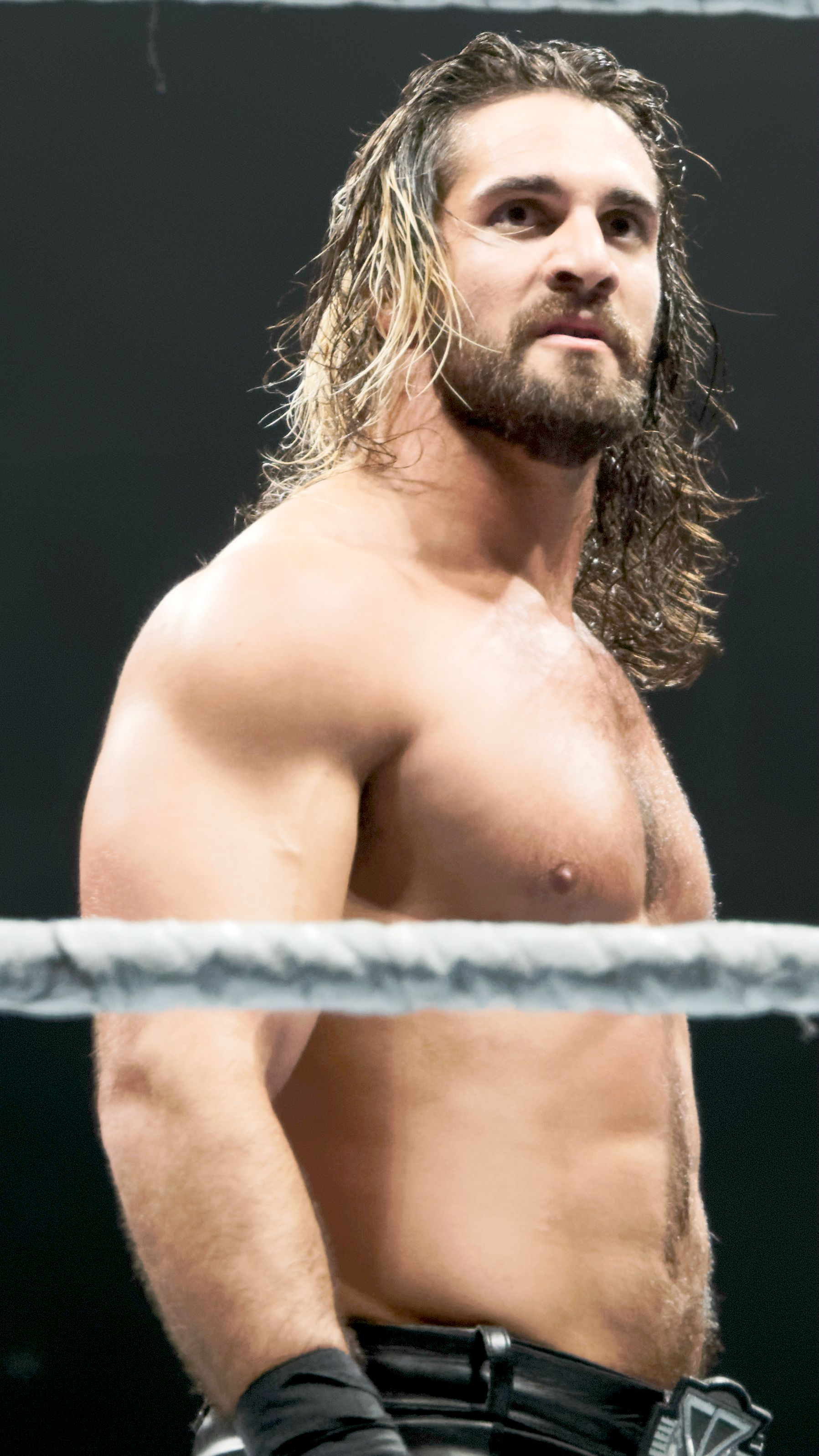
Seth Rollins, el campeón inaugural.

En junio de 2012, la WWE estableció NXT como su territorio de desarrollo, reemplazando a Florida Championship Wrestling (FCW). El 1 de julio, el Campeonato de NXT se presentó como el campeonato de mayor importancia de la marca, así como su primer título, reemplazando a su vez al Campeonato Peso Pesado de Florida de FCW que se había retirado junto con el territorio de FCW. El comisionado de NXT, Dusty Rhodes, anunció un torneo de eliminación simple de ocho hombres, denominado el torneo «Gold Rush», que involucró a cuatro luchadores de NXT y cuatro luchadores del plantel principal de la WWE compitiendo para ser coronado como el primer Campeón de NXT. En la grabación del 26 de julio de NXT (transmitida el 29 de agosto), Seth Rollins derrotó a Jinder Mahal en la final del torneo para convertirse en el campeón inaugural. En noviembre de 2016 durante NXT TakeOver: Toronto, Samoa Joe se convertiría en el primer luchador en poseer el campeonato en más de una ocasión.
El 1 de abril de 2017 en WrestleMania Axxess, el Gerente General de NXT William Regal anunció que todos los títulos de NXT cambiarían de aspecto. Los nuevos diseños de los campeonatos fueron revelados en NXT TakeOver: Orlando, el cual fue entregado a los nuevos ganadores de cada combate titular, aunque ningún campeón perdió su título ante sus respectivos aspirantes. Después de que Drew McIntyre ganó el título en 2017, fue brevemente referido como un campeonato mundial, pero nunca fue clasificado oficialmente como tal, y esto fue ignorado completamente luego de que McIntyre ganara el Campeonato de la WWE en WrestleMania 36. En septiembre de 2019, la propia marca NXT se convirtió en la tercera marca principal de la WWE cuando su programa fue trasladado a USA Network. Debido a esto el Campeonato Femenino de NXT se convirtió en una opción para la ganadora del Royal Rumble femenino en 2020, pero no estaba claro si el Campeonato de NXT podría ser elegido por los ganadores masculinos. En 2021, se reveló que el Campeonato de NXT era una opción para el ganador del Royal Rumble masculino en WrestleMania 37, junto con el Campeonato de la WWE y el Campeonato Universal WWE. Sin embargo, WWE renovó NXT en septiembre de 2021, renombrándolo como NXT 2.0 y devolvió la marca a su función original como territorio de desarrollo.
En agosto de 2022, WWE anunció que la marca NXT UK haría una pausa y se relanzaría como NXT Europe en 2023. Por lo tanto, los campeonatos de NXT UK se unificaron en sus respectivos campeonatos de NXT el 4 de septiembre de 2022 el evento Worlds Collide, donde el actual campeón de NXT, Bron Breakker, derrotó al campeón de NXT del Reino Unido, Tyler Bate, para unificar los campeonatos. Bate fue reconocido como el último campeón de NXT UK, mientras que Breakker avanzó como el Campeón Unificado de NXT.

### Torneo por el título
El 1 de agosto de 2012 en NXT, el comisionado Dusty Rhodes realizó un torneo para definir al inaugural Campeón de NXT. El torneo incluyó a cuatro luchadores del territorio en desarrollo y cuatro luchadores profesionales del plantel principal de la WWE. El torneo inició el 12 de julio de 2012 en NXT desde el Full Sail University en Winter Park, Florida. La final del torneo concluyó el 26 de julio de 2012 en NXT desde el Full Sail University en Winter Park, Florida.

## Nombres
| Nombre                                             | Años                                                                             |
| -------------------------------------------------- | -------------------------------------------------------------------------------- |
| NXT Championship                                   | 26 de julio de 2012 — 19 de agosto de 2017 19 de noviembre de 2017 — Actualmente |
| NXT World Championship (Nombre usado por McIntyre) | 19 de agosto de 2017 — 18 de noviembre de 2017                                   |

## Campeones
El campeón inaugural fue Seth Rollins, quien derrotó a Jinder Mahal en la final de un torneo en el episodio del 26 de julio de 2012 de WWE NXT (emitido en diferido el 29 de agosto). Desde entonces, ha habido 25 distintos campeones oficiales, repartidos en 33 reinados en total. Neville, Sami Zayn, Kevin Owens, Finn Bálor, Shinsuke Nakamura, Bobby Roode, Drew McIntyre, Andrade "Cien" Almas, Aleister Black, Ilja Dragunov, Ethan Page y Oba Femi son los 12 luchadores no estadounidenses que han ostentado el título.
El reinado más largo en la historia del título le pertenece a Adam Cole, quien sostuvo el campeonato un total de 396 días (403 días reconocidos por la WWE debido a la transmisión en diferido). Por otro lado, Karrion Kross posee el reinado más corto en la historia del campeonato, con tan solo 4 días con el título en su haber antes de dejarlo vacante debido a una lesión en el hombro (3 días reconocidos por la WWE).
En cuanto a los días en total como campeón (un acumulado entre la suma de todos los días de los reinados individuales de cada luchador), Finn Balor se encuentra en el primer lugar con 504 días en dos reinados. Le siguen Adam Cole (396 días en un reinado), Bron Breakker (425 días en dos reinados), Tommaso Ciampa (350 días en dos reinados), Adrian Neville (287 días en un reinado) y Bo Dallas (280 días en un reinado).
El campeón más joven en la historia es Bo Dallas, quien a los 22 años derrotó a Big E Langston en NXT. En contraparte, el campeón más viejo es Samoa Joe, quien a los 42 años derrotó a Karrion Kross en NXT TakeOver 36. En cuanto al peso de los campeones, Keith Lee es el más pesado con 154.5 kilogramos, mientras que Finn Bálor es el más liviano con 86 kilogramos.
Por último, Samoa Joe es el luchador con más reinados, ya que posee tres.

### Campeón actual
El campeón actual es Oba Femi, quien se encuentra en su primer reinado. Femi ganó el título tras derrotar al excampeón Trick Williams y Eddy Thorpe el 7 de enero de 2025 en NXT New Year's Evil.
Femi registra hasta el 16 de agosto de 2025 las siguientes defensas televisadas:
1. vs. Eddy Thorpe (21 de enero de 2025, NXT)
2. vs. Austin Theory vs. Grayson Waller (15 de febrero de 2025, NXT Vengeance Day)
3. vs. Moose (11 de marzo de 2025, NXT Roadblock)
4. vs. Trick Williams vs. Je'Von Evans (19 de abril de 2025, NXT Stand & Deliver)
5. vs. Myles Borne (25 de mayo de 2025, NXT Battleground)
6. vs. Jasper Troy (10 de junio de 2025, NXT)
7. vs. Yoshiki Inamura (12 de julio de 2025, NXT The Great American Bash)
8. vs. Yoshiki Inamura vs. Josh Briggs (22 de julio de 2025, NXT)

### Lista de campeones
| N.º | Campeón              | Lucha                    | Lucha                               | Lucha                   | Estadísticas | Estadísticas | Estadísticas      | Notas y referencias |
| N.º | Campeón              | Fecha                    | Evento                              | Ubicación               | Reinado      | Días         | Días rec. por WWE | Notas y referencias |
| --- | -------------------- | ------------------------ | ----------------------------------- | ----------------------- | ------------ | ------------ | ----------------- | --- |
| 1   | Seth Rollins         | 26 de julio de 2012      | NXT                                 | Winter Park, Florida    | 1            | 133          | 133               | Derrotó a Jinder Mahal en la final de un torneo para convertirse en el campeón inaugural. WWE reconoce el reinado desde el 29 de agosto del 2012, cuando se emitió el episodio en diferido. |
| 2   | Big E Langston       | 6 de diciembre de 2012   | NXT                                 | Winter Park, Florida    | 1            | 168          | 153               | Fue un No Disqualification Match. WWE reconoce el reinado desde el 9 de enero del 2013, cuando se emitió el episodio en diferido.                                                           |
| 3   | Bo Dallas            | 23 de mayo de 2013       | NXT                                 | Winter Park, Florida    | 1            | 280          | 260               | WWE reconoce el reinado desde el 12 de junio del 2013, cuando se emitió el episodio en diferido.                                                                                            |
| 4   | Adrian Neville       | 27 de febrero de 2014    | NXT Arrival                         | Winter Park, Florida    | 1            | 287          | 286               | Fue un Ladder Match. |
| 5   | Sami Zayn            | 11 de diciembre de 2014  | NXT TakeOver: R Evolution           | Winter Park, Florida    | 1            | 62           | 62                | Fue un "Title vs. Career" Match en el que si Zayn hubiera perdido, tendría que haber abandonado NXT.                                                                                        |
| 6   | Kevin Owens          | 11 de febrero de 2015    | NXT TakeOver: Rival                 | Winter Park, Florida    | 1            | 143          | 142               | Owens ganó el campeonato via nocaut, cuando Zayn fue declarado incapaz de seguir combatiendo.                                                                                               |
| 7   | Finn Bálor           | 4 de julio de 2015       | The Beast in the East               | Tokio, Japón            | 1            | 292          | 292               | [ 29 ] [ 30 ] |
| 8   | Samoa Joe            | 21 de abril de 2016      | NXT Live                            | Lowell, Massachusetts   | 1            | 121          | 121               | [ 31 ] [ 32 ] [ 33 ] |
| 9   | Shinsuke Nakamura    | 20 de agosto de 2016     | NXT TakeOver: Brooklyn II           | Brooklyn, Nueva York    | 1            | 91           | 91                | [ 34 ] [ 35 ] |
| 10  | Samoa Joe            | 19 de noviembre de 2016  | NXT TakeOver: Toronto               | Toronto, Canadá         | 2            | 14           | 13                | [ 3 ] [ 36 ] |
| 11  | Shinsuke Nakamura    | 3 de diciembre de 2016   | NXT Live                            | Osaka, Japón            | 2            | 56           | 56                | Emitido en el episodio del 28 de diciembre de 2016. |
| 12  | Bobby Roode          | 28 de enero de 2017      | NXT TakeOver: San Antonio           | San Antonio, Texas      | 1            | 203          | 202               | Durante su reinado, cambió el diseño del título. |
| 13  | Drew McIntyre        | 19 de agosto de 2017     | NXT TakeOver: Brooklyn III          | Brooklyn, Nueva York    | 1            | 91           | 91                | Durante su reinado el campeonato fue reconocido como Campeonato Mundial. |
| 14  | Andrade «Cien» Almas | 18 de noviembre de 2017  | NXT TakeOver: WarGames              | Houston, Texas          | 1            | 140          | 139               | [ 44 ] [ 45 ] |
| 15  | Aleister Black       | 7 de abril de 2018       | NXT TakeOver: New Orleans           | Nueva Orleans, Luisiana | 1            | 102          | 108               | [ 46 ] [ 47 ] |
| 16  | Tommaso Ciampa       | 18 de julio de 2018      | NXT                                 | Winter Park, Florida    | 1            | 238          | 237               | WWE reconoce el reinado desde el 25 de julio del 2018, cuando se emitió el episodio en diferido.                                                                                            |
| —   | Vacante              | 13 de marzo de 2019      | NXT                                 | Winter Park, Florida    | —            | —            | —                 | Dejado vacante debido a una lesión en el cuello de Ciampa. Emitido en diferido en el episodio del 20 de marzo de 2019.                                                                      |
| 17  | Johnny Gargano       | 5 de abril de 2019       | NXT TakeOver: New York              | Brooklyn, Nueva York    | 1            | 57           | 56                | Derrotó a Adam Cole en un 2-out-of-3 Falls Match. |
| 18  | Adam Cole            | 9 de junio de 2019       | NXT TakeOver: XXV                   | Bridgeport, Connecticut | 1            | 396          | 403               | Este es el reinado más largo de la historia del campeonato. |
| 19  | Keith Lee            | 1 de julio de 2020       | NXT The Great American Bash Día 2   | Winter Park, Florida    | 1            | 52           | 44                | Fue un Winner Takes All Match, en el que Lee defendió el NXT North American Championship. WWE reconoce el reinado desde el 8 de julio del 2020, cuando se emitió el episodio en diferido.   |
| 20  | Karrion Kross        | 22 de agosto de 2020     | NXT TakeOver XXX                    | Winter Park, Florida    | 1            | 4            | 3                 | [ 57 ] |
| —   | Vacante              | 26 de agosto de 2020     | NXT                                 | Winter Park, Florida    | —            | —            | —                 | Dejado vacante debido a una lesión en el hombro de Kross durante su combate en TakeOver XXX.                                                                                                |
| 21  | Finn Bálor           | 8 de septiembre de 2020  | NXT Super Tuesday II                | Winter Park, Florida    | 2            | 212          | 212               | Derrotó a Adam Cole por el vacante campeonato. |
| 22  | Karrion Kross        | 8 de abril de 2021       | NXT TakeOver: Stand & Deliver Día 2 | Orlando, Florida        | 2            | 136          | 136               | [ 59 ] |
| 23  | Samoa Joe            | 22 de agosto de 2021     | NXT TakeOver 36                     | Orlando, Florida        | 3            | 21           | 20                | Primer y único luchador hasta el momento en ganar el campeonato tres veces. |
| —   | Vacante              | 12 de septiembre de 2021 | Twitter                             | Winter Park, Florida    | —            | —            | —                 | Se dejó vacante debido a la lesión de Samoa Joe. |
| 24  | Tommaso Ciampa       | 14 de septiembre de 2021 | NXT 2.0                             | Orlando, Florida        | 2            | 112          | 111               | Derrotó a Pete Dunne, LA Knight y Von Wagner para ganar el campeonato vacante. |
| 25  | Bron Breakker        | 4 de enero de 2022       | New Year's Evil                     | Orlando, Florida        | 1            | 63           | 63                | [ 62 ] |
| 26  | Dolph Ziggler        | 8 de marzo de 2022       | NXT Roadblock                       | Orlando, Florida        | 1            | 27           | 26                | Derrotó a Bron Breakker y Tommaso Ciampa. |
| 27  | Bron Breakker        | 4 de abril de 2022       | Raw                                 | Dallas, Texas           | 2            | 362          | 361               | Durante su reinado se cambió el diseño del título y se unificó el título con el Campeonato del Reino Unido de NXT.                                                                          |
| 28  | Carmelo Hayes        | 1 de abril de 2023       | NXT Stand & Deliver                 | Los Ángeles, California | 1            | 182          | 182               | [ 66 ] |
| 29  | Ilja Dragunov        | 30 de septiembre de 2023 | NXT No Mercy                        | Bakersfield, California | 1            | 206          | 205               | [ 67 ] |
| 30  | Trick Williams       | 23 de abril de 2024      | NXT Spring Breakin'                 | Orlando, Florida        | 1            | 75           | 74                | [ 68 ] |
| 31  | Ethan Page           | 7 de julio de 2024       | NXT Heatwave                        | Toronto, Canadá         | 1            | 86           | 86                | Derrotó a Trick Williams, Je'Von Evans y Shawn Spears. |
| 32  | Trick Williams       | 1 de octubre de 2024     | NXT                                 | Chicago, Illinois       | 2            | 98           | 98                | [ 70 ] |
| 33  | Oba Femi             | 7 de enero de 2025       | NXT New Year's Evil                 | Los Ángeles, California | 1            | 221+         | 221+              | Derrotó a Trick Williams y Eddy Thorpe. |

### Total de días con el título

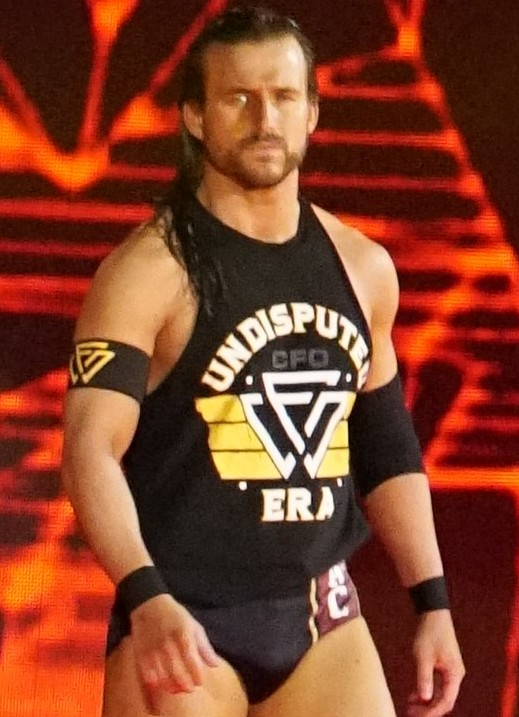
Adam Cole, quien posee el reinado más largo del campeonato, con una duración de 396 días (403 reconocidos por WWE).

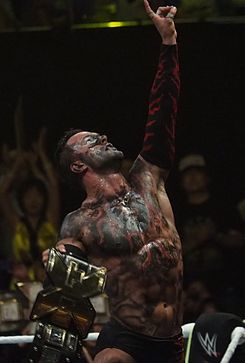
Finn Bálor posee el récord días acumulativos como campeón, con 504 en sus dos reinados.

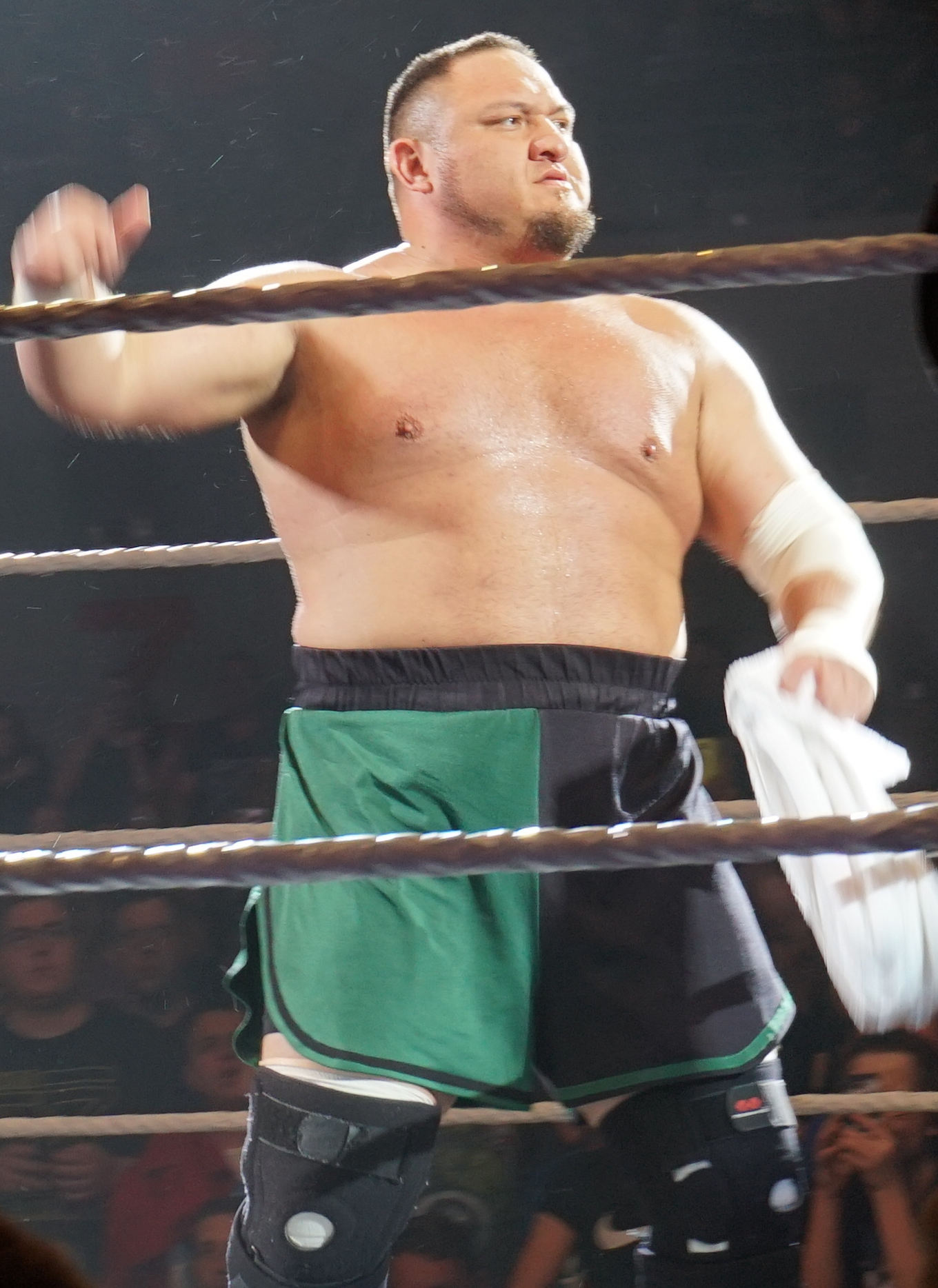
Samoa Joe posee el récord de mayor número de reinados, con 3.

La siguiente lista muestra el total de días que un luchador ha poseído el campeonato si se suman todos los reinados que posee. Actualizado a la fecha del 16 de agosto de 2025.
| + | Indica al campeón actual. |

| N.º | Luchador             | Reinados | Días combinados | Reconocidos por WWE |
| --- | -------------------- | -------- | --------------- | ------------------- |
| 1   | Finn Bálor           | 2        | 504             | 504                 |
| 2   | Bron Breakker        | 2        | 425             | 424                 |
| 3   | Adam Cole            | 1        | 396             | 403                 |
| 4   | Tommaso Ciampa       | 2        | 350             | 348                 |
| 5   | Adrian Neville       | 1        | 287             | 286                 |
| 6   | Bo Dallas            | 1        | 280             | 260                 |
| 7   | Oba Femi             | 1        | 221+            | 221+                |
| 8   | Ilja Dragunov        | 1        | 206             | 205                 |
| 9   | Bobby Roode          | 1        | 203             | 202                 |
| 10  | Carmelo Hayes        | 1        | 182             | 182                 |
| 11  | Trick Williams       | 2        | 173             | 172                 |
| 12  | Big E. Langston      | 1        | 168             | 153                 |
| 13  | Samoa Joe            | 3        | 156             | 154                 |
| 14  | Shinsuke Nakamura    | 2        | 147             | 147                 |
| 15  | Kevin Owens          | 1        | 143             | 142                 |
| 16  | Karrion Kross        | 2        | 140             | 139                 |
| 16  | Andrade «Cien» Almas | 1        | 140             | 139                 |
| 18  | Seth Rollins         | 1        | 133             | 133                 |
| 19  | Aleister Black       | 1        | 102             | 108                 |
| 20  | Drew McIntyre        | 1        | 91              | 91                  |
| 21  | Ethan Page           | 1        | 86              | 86                  |
| 22  | Sami Zayn            | 1        | 62              | 62                  |
| 23  | Johnny Gargano       | 1        | 57              | 56                  |
| 24  | Keith Lee            | 1        | 52              | 44                  |
| 25  | Dolph Ziggler        | 1        | 27              | 26                  |

### Mayor cantidad de reinados
| Reinados | Luchador (es)                                                                               |
| -------- | ------------------------------------------------------------------------------------------- |
| 3 veces  | Samoa Joe                                                                                   |
| 2 veces  | Shinsuke Nakamura, Finn Bálor, Karrion Kross, Tommaso Ciampa, Bron Breakker, Trick Williams |